# Eccidio dei IX Martiri
L'eccidio dei IX Martiri fu una strage compiuta da un plotone misto di fascisti e nazisti il 23 settembre 1943 all'Aquila, in località Casermette, e che causò l'uccisione di nove giovani tra i 17 e i 21 anni.

## Storia
Poco dopo la liberazione di Mussolini — avvenuta il 12 settembre sul Gran Sasso d'Italia — i tedeschi raggiunsero L'Aquila, allestendo qui un Platzkommandantur ed esigendo la registrazione di tutti i soldati in età arruolabile; questo spinse molti giovani aquilani a lasciare la città per trovare rifugio sulle montagne circostanti e, in alcuni casi, ad unirsi alle truppe partigiane locali guidate dal colonnello Gaetano D'Inzillo.
L'obiettivo era quello di raggiungere Ceppo, sul versante teramano dei Monti della Laga, dove stavano radunandosi oltre 1 600 partigiani abruzzesi che di lì a qualche giorno avrebbero dato vita alla battaglia di Bosco Martese, la prima tra tedeschi e partigiani nella storia della resistenza italiana.
La sera del 22 settembre, una quarantina di ragazzi lasciarono il quarto di Santa Maria e, armi in spalla, si diressero verso Collebrincioni dove li avrebbe raggiunti lo stesso colonnello D'Inzillo con i suoi uomini. All'alba del giorno dopo, tuttavia, vennero scoperti dai militari tedeschi impiegati in un rastrellamento di alcuni prigionieri fuggiaschi nel vicino convento di San Giuliano. Le cause della scoperta del nascondiglio del manipolo da parte delle truppe naziste guidate dal tenente Hassen sono controverse: una prima ipotesi prevede che i giovani avessero voluto provare le armi, richiamando così l'attenzione dei tedeschi nei paraggi, mentre una seconda possibilità farebbe riferimento ad una soffiata di un fascista aquilano, forse in cambio di denaro. Secondo lo storico Walter Cavalieri, questa seconda tesi spiegherebbe anche la rinuncia del colonnello D'Inzillo a raggiungere il luogo dell'incontro, perché venuto a conoscenza del tradimento. Una volta individuati, i fuggiaschi si dispersero tra i monti circostanti. Vi fu quindi una sparatoria: un colpo raggiunse Umberto Aleandri che cadde ferito e dieci suoi compagni, anziché continuare la fuga, si fermarono a soccorrerlo venendo prontamente accerchiati e disarmati. L'Aleandri — vestito con la divisa militare e pertanto scambiato per un soldato — venne trasferito in ospedale mentre i ragazzi vennero dapprima radunati in piazza a Collebrincioni e, in tarda mattinata, condotti all'Aquila nella località Casermette, presso l'attuale caserma Pasquali. Dopo una breve consultazione tra il tenente Hasser e il capitano von Wolff, nove di essi furono condannati a morte perché riconosciuti franchi tiratori mentre il decimo, Stefano Abbandonati, venne risparmiato sia perché invalido sia per l'intervento in extremis del console Silvio Masciocchi, amico di famiglia del ragazzo.
Intorno alle 14:30, i nove condannati furono costretti a scavare due fosse e successivamente giustiziati alla nuca da un plotone misto di fascisti e nazisti; secondo alcune testimonianze, alcuni ragazzi rimasero solamente feriti dalla fucilata e quindi sepolti vivi.
La strage fu tenuta nascosta alla popolazione. Lo stesso tenente Hassen vietò i funerali delle vittime consentendo al solo arcivescovo Carlo Confalonieri di far benedire il luogo della sepoltura. I fascisti aquilani tentarono di minimizzare l'evento facendo credere che i nove fossero stati semplicemente fatti prigionieri e deportati. Le salme furono rinvenute solamente il 14 giugno 1944, il giorno dopo la liberazione della città e ricomposte nel cortile della scuola elementare Edmondo De Amicis. I funerali si tennero il 18 giugno 1944.

## Testimonianze

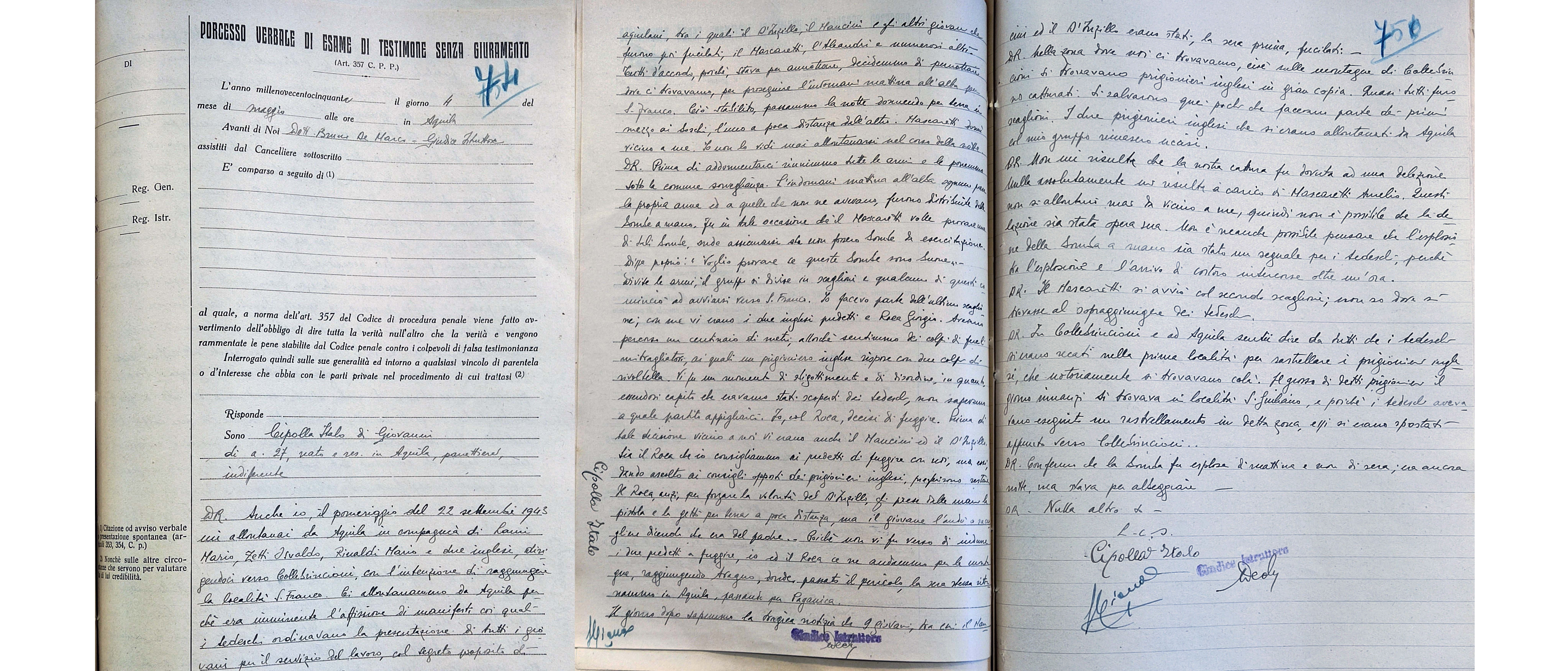
DEPOSIZIONE DI CIPOLLA ITALO (TESTIMONE DIRETTO)

Italo Cipolla racconta di essersi allontanato da L'Aquila il 22 settembre 1943 con alcuni compagni, temendo la deportazione da parte dei tedeschi. Accampati in gruppi nella notte a Collebrincioni, prima dell'alba del 23 settembre 1943, Mascaretti Aurelio testa una bomba. Nella tarda mattinata, si sentono colpi di mitragliatrice e decidono di fuggire, mentre alcuni compagni rimangono nascosti consigliati dai alcuni soldati inglesi evasi. Dopo essere scappati, tornano a L'Aquila e scoprono che nove giovani, tra cui Mancini Carmine, erano stati fucilati. Cipolla esclude che la loro cattura sia stata causata da una delazione e chiarisce che l'esplosione della bomba non fu un segnale per i tedeschi, poiché intercorse più di un'ora tra l'esplosione e l'arrivo delle forze tedesche.

## Vittime
I nove caduti sono, in ordine alfabetico:
- Anteo Alleva (L'Aquila, 12 dicembre 1926), apprendista carpentiere;
- Pio Bertolini (L'Aquila, 14 dicembre 1922), manovale;
- Francesco Colaiuda (Tornimparte, 16 aprile 1925);
- Fernando Della Torre (Sulmona, 19 giugno 1923), impiegato. Aveva origini ebraiche ed era rimasto orfano;[4]
- Berardino Di Mario (L'Aquila, 1º febbraio 1925), studente;
- Bruno D'Inzillo (L'Aquila, 26 luglio 1925), studente. Era il figlio del colonnello Gaetano D'Inzillo ed aveva scritto una raccolta di poesie dal titolo Retoriche cosmiche;[4]
- Carmine Mancini (L'Aquila, 10 luglio 1924), studente. Amico d'infanzia di Bruno D'Inzillo;[4]
- Sante Marchetti (L'Aquila, 12 giugno 1924), agricoltore;
- Giorgio Scimia (L'Aquila, 29 settembre 1925), studente.

## Memoria
Alla memoria dell'eccidio è intitolata l'omonima piazza nel centro storico dell'Aquila (precedentemente chiamata «Piazza 28 ottobre», giorno della marcia su Roma), impreziosita dalla Statua del fanciullo (detta La Montanina) di Nicola D'Antino (1929); su un lato della piazza è posta la targa commemorativa con i nomi delle vittime. Un grande sacrario è collocato all'interno del cimitero monumentale ed una lapide è posta nel cortile della caserma Pasquali, il luogo della strage.
L'Istituto Tecnico Industriale Statale "Amedeo D'Aosta" conserva al suo interno un cippo in memoria di Fernando Della Torre e Berardino Di Mario, che furono studenti della stessa scuola. A Francesco Colaiuda è invece intitolata una piazza nella frazione Pianelle di Tornimparte.
Nel dopoguerra, inoltre, il deputato Eude Cicerone chiese ufficialmente di omaggiare L'Aquila con la Medaglia d'Oro della Resistenza in virtù degli episodi dei IX Martiri, di Filetto e di Onna, ma la proposta di legge, presentata il 17 luglio 1969, non fu mai accolta.
Nel 2004, fu realizzato il cortometraggio Con vent'anni nel cuore, diretto dal compositore e studioso aquilano Giorgio Cavalli. Dal 2014, ai IX Martiri è intitolato anche il sentiero, in località San Giuliano all'Aquila, che conduce alla chiesa della Madonna Fore, non distante dal luogo del rastrellamento.